# 李載佾
李 載佾（李 在一、リ・ジェイル、朝鮮語: 리재일、1934年 - 2021年2月4日）は、朝鮮民主主義人民共和国の政治家。朝鮮労働党宣伝煽動部第1副部長、朝鮮労働党中央委員会委員、朝鮮労働党宣伝扇動部元顧問。

## 経歴
1934年に日本統治下の平安南道平壌府で生まれた。平壌新聞副主筆を経て、2001年12月に出版指導局局長に任命され、2002年10月7日に出版代表団を率いて中国を訪問した。2003年に朝鮮労働党宣伝煽動部副部長に転じ、2004年5月に宣伝煽動部第1副部長に昇進した。以後、金正日総書記が朝鮮人民軍部隊や工場を現地指導した際に同行するようになる。2009年3月8日に実施された最高人民会議第12期代議員選挙で代議員に選出され、同年9月28日に開催された朝鮮労働党第3回党代表者会で朝鮮労働党中央委員会委員候補に選出された。2011年12月17日に金正日総書記が死去した際には、国家葬儀委員会委員に選ばれた。
2012年2月14日に金正日勲章を受賞した。以後金正恩第一書記が執権してからも現地指導に随行したが、2015年12月に失脚し、平壌の農場で「革命家教育」を受けていると報道された。2016年5月9日に開催された朝鮮労働党第7次大会で朝鮮労働党中央委員会委員に選出された。2017年6月2日に国際連合安全保障理事会で採択された決議2356で制裁対象に指定された。
2021年2月4日、肺がんによる急性呼吸不全で死去。86歳没。

## 参考サイト
- 북한정보포털